# Drosophila clavisetae
Drosophila clavisetae är en tvåvingeart som först beskrevs av Elmo Hardy 1967.  Drosophila clavisetae ingår i släktet Drosophila och familjen daggflugor.
Artens utbredningsområde är Hawaii.